# Zenaida asiatica

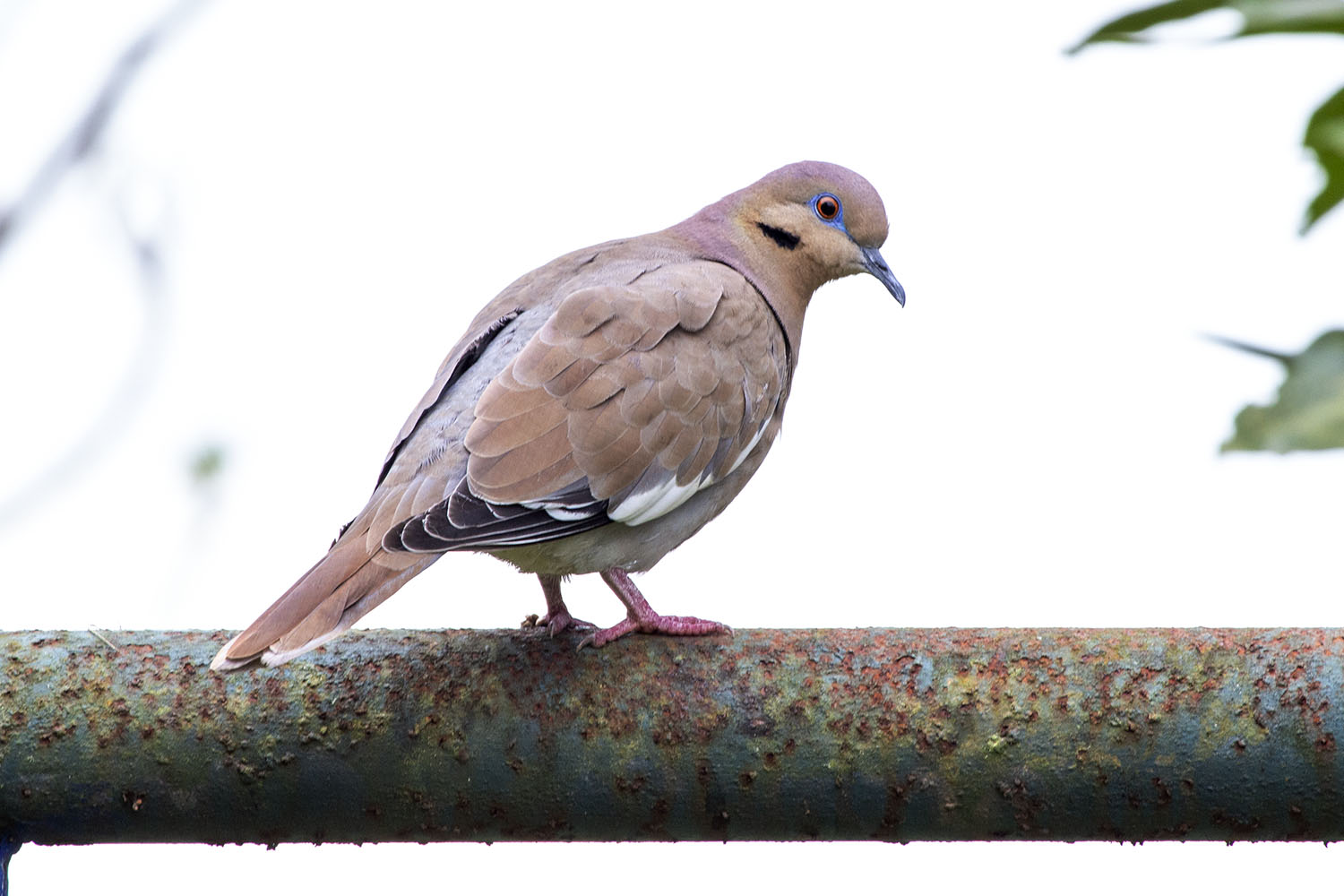
Zenaida asiática. Provincia de Cartago. Costa Rica. 1400

La paloma de alas blancas, paloma alas blancas, paloma aliblanca, paloma ala blanca, paloma tehuacanera,  tórtola aliblanca, tórtola de alas blancas, zenaida aliblanca, torcaza aliblanca o rolón aliblanca (Zenaida asiatica) es una especie de ave columbiforme de la familia Columbidae que se encuentra en el suroeste de los Estados Unidos, en México, en el Caribe, y en América Central. Introducida en la Florida también. Es una paloma mediana de color café-oliva y vientre rosado con línea blanca en las alas. Puede encontrarse en una gran variedad de tipos de vegetación. Considerada bajo preocupación menor (LC) por la lista roja de la IUCN.

## Descripción
La tórtola aliblanca mide hasta 30 cm de longitud. Es marrón grisácea con una raya blanca en el borde de cada ala. Durante el vuelo, estas rayas se muestran como crecientes brillantes. Tiene un anillo de piel azul que rodea cada ojo y una mancha negra en la parte inferior de la cara. Los ojos y las patas son rojos. No hay mucho dimorfismo sexual en los adultos pero los pichones son más grises, les faltan el anillo del ojo, y las patas son parduzcas.

## Historia natural

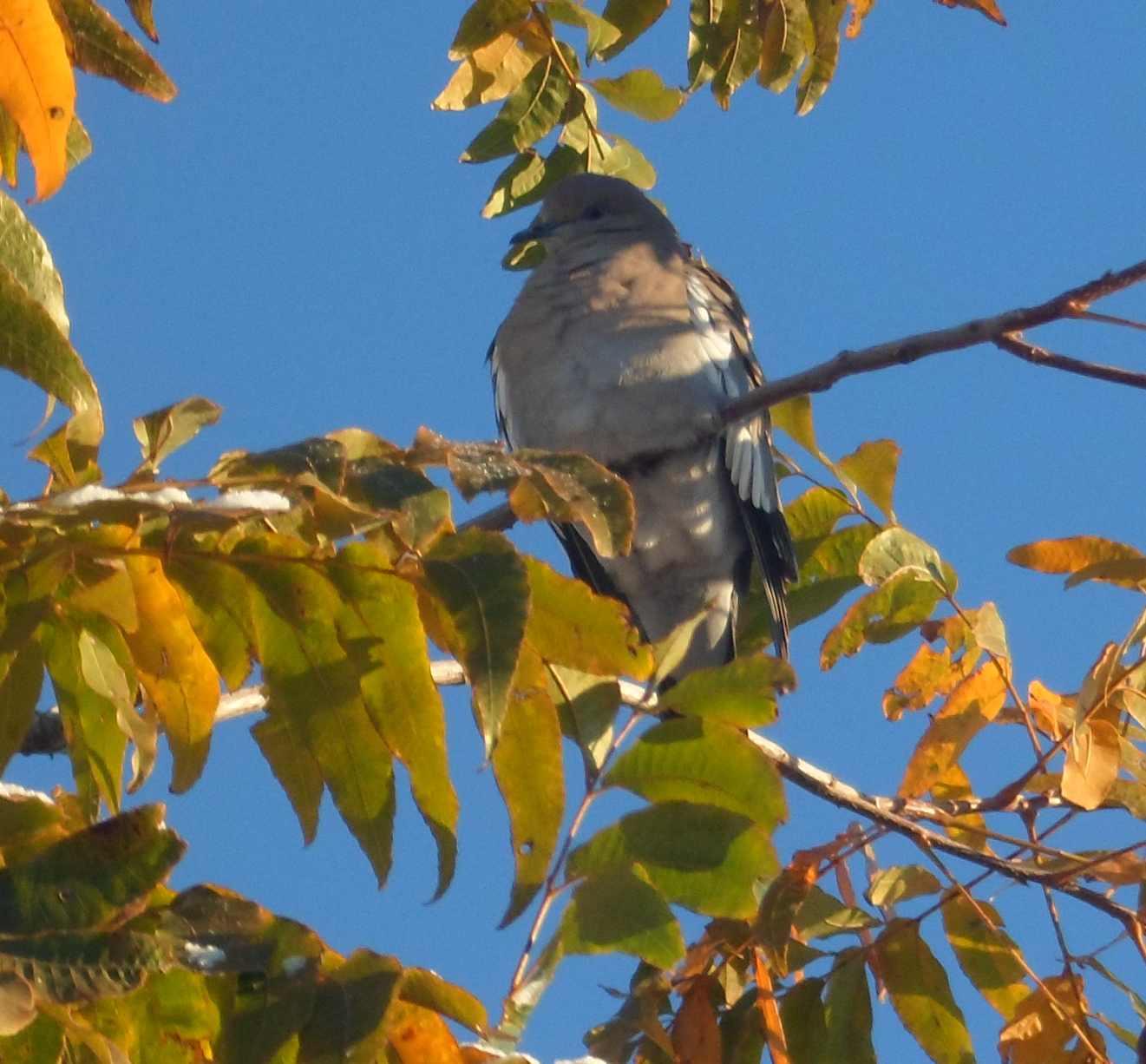
Paloma aliblanca posada en un Nogal durante un día nevado en Chihuahua.

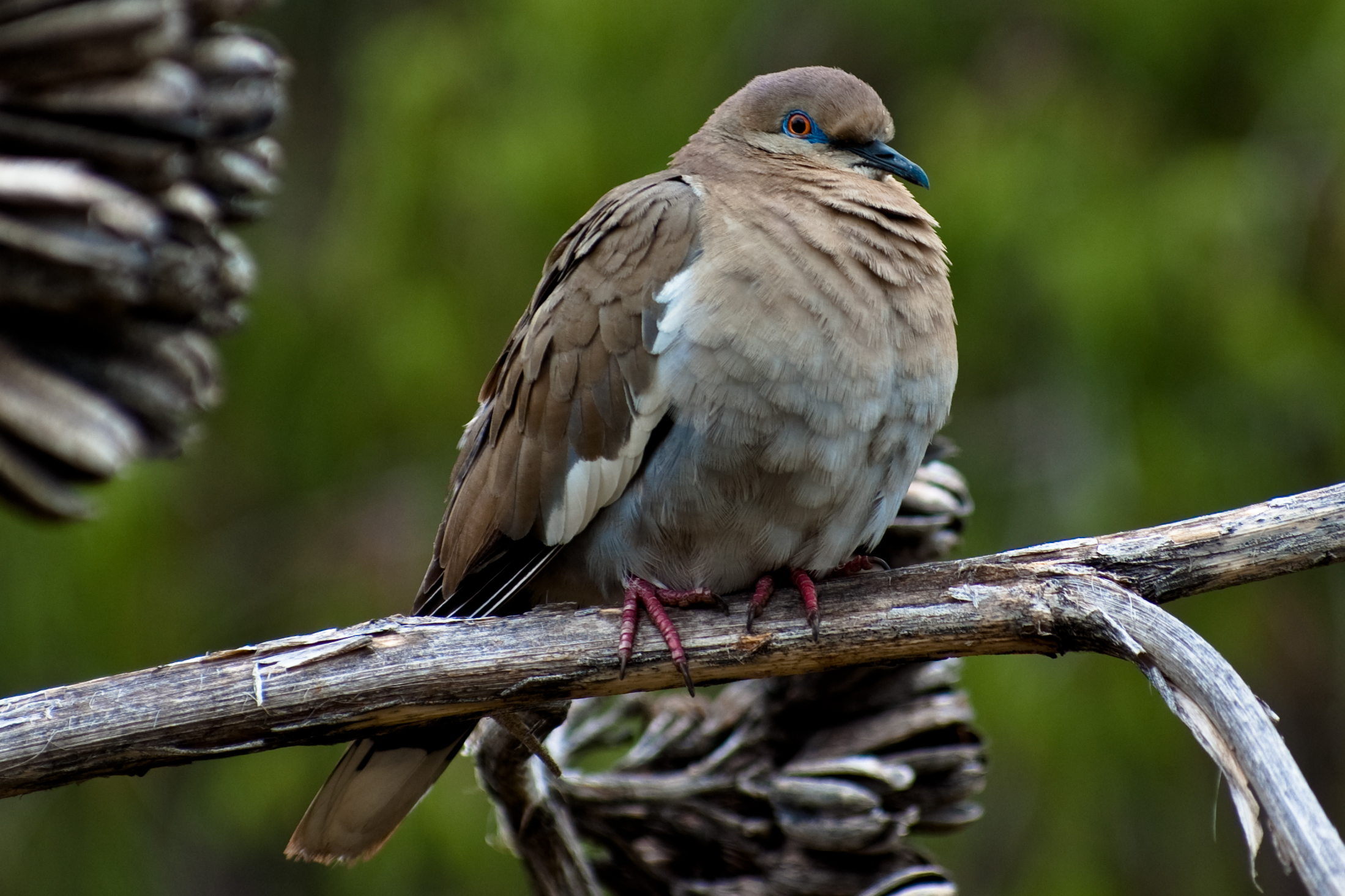
Zenaida asiática fotografiada en Texas, Estados Unidos.

Esta especie habita matorrales, bosques, y desiertos. Se encuentran frecuentemente en, o cerca de, áreas pobladas. La mayoría de las poblaciones de la tórtola aliblanca son migratorias. Su vuelo es fuerte, rápido, y directo con aletazos regulares, lo cual es característica de palomas en general. Su canto es un arrullo rítmico: 'Cuuuu-cu-cu----cu-Cuuuuuuú'.
Su tiempo de vida es de 10 años.

### Reproducción
Se aparean y se reproducen en los Estados Unidos durante el verano y pasan el invierno en México y en América Central. El proceso involucra el cortejo y el apareamiento, que se lleva a cabo durante la época de reproducción, así como la construcción y reconstrucción de nidos, la puesta (dos huevos moteados), la eclosión y desarrollo de los pichones dentro del nido. Las áreas de reproducción son colonias de anidación con una densidad de nidos de 50 a 1500 por ha.; en Tamaulipas están presentes en 20 colonias de mayor tamaño en América, dentro de un rango de 2 a 4200 ha. El nido es una construcción frágil y está hecho de ramas, paja u otra vegetación colocada en algún arbusto o árbol. En México, la temporada de reproducción inicia a mediados de abril y finaliza los primeros días de agosto, que es cuando se inicia su aprovechamiento cinegético. De acuerdo con algunos autores, la máxima actividad de las colonias se registran en mayo y junio, otros dicen que del 10 al 30 de julio. La variedad en las especies depende de los factores ambientales, tales como la disponibilidad de alimento y los fenómenos meteorológicos.

### Características del medio físico
Tierras calientes y cercanas al mar; el agua es un requisito muy importante para la tórtola.

### Alimentación
Los adultos se alimentan principalmente de frutas, semillas y granos silvestres como el granjeno, zacate Johnson, zacate marcillo y especies cultivadas como sorgo, maíz, girasol, trigo, cártamo y sorgo forrajero; también consumen algunos invertebrados como caracoles y gusanos.
Los pichones a las primeras 24 horas de vida comienza a recibir de sus padres pulpa de fruta y semillas suaves. Al poco tiempo su alimento es la "leche de buche", una secreción de la hembra y macho que contiene principalmente células epiteliales muertas y secreciones grasas.

## Subespecies
Se conocen tres subespecies de Zenaida asiatica:
- Zenaida asiatica mearnsi - sur de California, Nuevo México, Arizona, oeste de México; isla Tres Marías.
- Zenaida asiatica asiatica - del sur de Texas hasta Nicaragua; Isla de San Andrés; Isla de Providencia.

Indias Occidentales.
- Zenaida asiatica australis - del oeste de Costa Rica al oeste de Panamá.